# 榕樹灣公眾碼頭
榕樹灣公眾碼頭（英語：Yung Shue Wan Public Pier）是香港南丫島榕樹灣的一個公眾碼頭，建於1950年代，同時作為榕樹灣渡輪碼頭連接陸地的作用。
土木工程拓展署正計劃改善榕樹灣公眾碼頭，並計劃設立浮動平台，預計2022年開工，2025年建成。